# Hans-Wolf Reinhardt

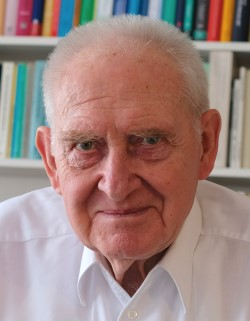
Hans-Wolf Reinhardt im Jahr 2018

Hans-Wolf Reinhardt (* 28. November 1939 in Breslau)  ist ein deutscher Bauingenieur und Werkstoffwissenschaftler.
Reinhardt studierte Bauingenieurwesen an der TH Stuttgart und war dort wissenschaftlicher Mitarbeiter im Institut für Baustoffkunde, wo er am 25. Juli 1968 promoviert wurde (Beitrag zur spannungsoptischen Untersuchung instationärer räumlicher Wärmespannungszustände). Nach der Promotion war er am Illinois Institute of Technology.
Reinhardt lehrte 1975 bis 1986 an der TU Delft, 1986 bis 1990 an der TU Darmstadt und war 1990 bis zur Emeritierung 2006 Professor für Werkstoffe im Bauwesen (mit dem zugehörigen Institut für Werkstoffe im Bauwesen IWB) an der Universität Stuttgart und Direktor von dessen Materialprüfungsanstalt (Otto-Graf-Institut, FMPA).
Er befasst sich mit Werkstoffen im Bauwesen und zerstörungsfreier Werkstoffprüfung.
2013 erhielt er die Emil Mörsch Denkmünze. 2004 wurde er Ehrendoktor. Er ist seit 1996 Fellow der International Union of Laboratories and Experts in Construction Materials, Systems and Structures (RILEM) und seit 2005 des American Concrete Institute (ACI). Seit 2009 ist er RILEM Ehrenmitglied.
Er hat unter anderem ein Patent (1999) auf Ultraschalluntersuchung erhärtender Materialien wie Beton und arbeitet über Systeme drahtloser Sensornetzwerke zur Bauwerksüberwachung zum Beispiel bei Brücken aus Beton. Er befasste sich auch mit dem Einsatz von Superabsorbern (SAP) um Stahlbeton vor Korrosion zu schützen.

## Schriften (Auswahl)
- mit Peter Eyerer (Hrsg.): Ökologische Bilanzierung von Baustoffen und Gebäuden. Wege zu einer neuen ganzheitlichen Bilanzierung, Birkhäuser 2000
- Ingenieurbaustoffe, Ernst und Sohn, 2. Auflage 2010 (zuerst 1973)
- Beton als constructiemateriaal, eigenschappen en duurzaamheid, DUP Delft, 1985.
- mit Christiane Maierhofer, Gerd Dobmann (Hrsg.): Non-destructive evaluation of reinforced concrete structures, 2 Bände, CRC Press, 2010
- Natürliche Konstruktionen in Raum und Zeit, Norderstedt: BoD, 2002
- mit A. E. Naaman (Hrsg.): High Performance Fiber Reinforced Cement Composites (HPFRCC4): RILEM Pro 30, 2003.
- mit C. U. Grosse (Hrsg.): Advanced testing of cement based materials during setting and hardening. RILEM Report 31. Bagneux: 2005
- als Herausgeber: Advanced testing of fresh cementitious materials (Working documents). DGZfP. Stuttgart: 2006
- mit A. E. Naaman (Hrsg.): High Performance Fiber Reinforced Cement Composites (HPFRCC5). RILEM PRO 53. Bagneux: 2007.
- als Herausgeber: Tagungsband zum Abschlusskolloquium DFG-Forschergruppe FOR 384 “Moderne ZfP bei der Bauwerkserhaltung”. Bergisch Gladbach,3. Mai 2007:
- mit W. Fuchs (Hrsg.): Befestigungstechnik, Bewehrungstechnik und ...: Rolf Eligehausen zum 60. Geburtstag. Stuttgart: ibidem-Verlag 2002
- Baustoff-Forschung. In: Gebaute Visionen – 100 Jahre Deutscher Ausschuss für Stahlbeton. Berlin: Beuth-Verlag, 2007, S. 144–151.
- mit C. U. Grosse, R. Beutel, T. Öztürk: Qualitätssicherung des Erstarrens und Erhärtens von zementgebundenen Baustoffen mit Ultraschall. In: Betonkalender 2007 (Eds. Bergmeister, Wörner). Berlin: Ernst & Sohn, 2007, S. 505–511.
- mit C. U. Grosse: Monitoring the steel-concrete interaction using acoustic emission techniques. In: R. Eligehausen, W. Fuchs, G. Genesio, P. Grosser (Eds.) “Connections between steel and concrete”, Vol. 2, ibidem-Verlag, 2007, S. 785–794.
- mit Viktor Mechtcherine: Application of Super Absorbent Polymers (SAP) in Concrete Construction: State-of-the-Art Report Prepared by Technical Committee 225-SAP,  RILEM state of the art reports, Band 2, Springer 2012